# Sybilla van Anhalt

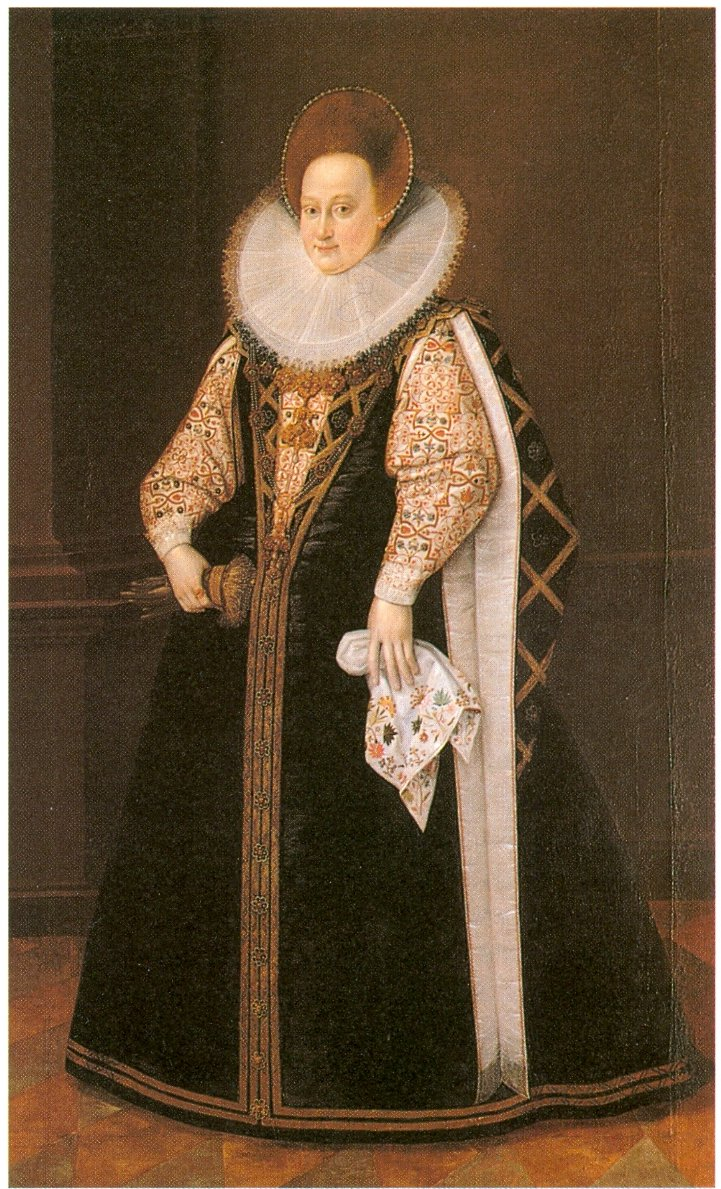
Sybilla van Anhalt.

Sybilla van Anhalt (Bernburg, 28 september 1564 – Leonberg, 16 of 26 november 1614) was van 1577 tot 1581 abdis van Gernrode en van 1593 tot 1608 hertogin van Württemberg. Ze behoorde tot het huis Ascaniërs.

## Levensloop
Sybilla was een dochter van vorst Joachim Ernst van Anhalt uit diens eerste huwelijk met Agnes, dochter van graaf Wolfgang van Barby. Onder druk van haar vader werd ze in 1577 verkozen tot abdis van de abdijen van Gernrode en Frose, in opvolging van haar oudere zus Anna Maria. Ze werd in deze mandaten bevestigd door keizer Rudolf II.
In 1581 legde ze haar ambt van abdis neer om te kunnen huwen met Frederik van Württemberg (1557-1608), hertog van Montbéliard. In 1593 werden Frederik en Sybilla hertog en hertogin van Württemberg. Ze speelde geen belangrijke rol aan het hof en haar echtgenoot nam het niet zo nauw met de echtelijke trouw. Na vijftien jaar leefde het echtpaar zo goed als gescheiden. Ook nam Sybilla niet deel aan de grote reizen van haar man naar Engeland, Frankrijk en Italië. 
Ze had een grote interesse in botanica en chemie. Om haar interesse in de beruchte alchemie te verbergen, beweerde ze dat ze een kruidencollectie verzamelde om medicijnen voor arme mensen te ontwikkelen. Ze werd hierbij geadviseerd door Helena Magenbuch (1523-1597), de dochter van Johann Magenbuch, de lijfarts van zowel Maarten Luther als keizer Karel V. Sybilla benoemde haar tot hofapothekeres, een taak die later werd overgenomen door Maria Andreae.
Na de dood van haar echtgenoot in 1608 trok Sybilla zich terug in het Slot van Leonberg, dat ze liet ombouwen in de renaissancestijl met lusttuin. Ook liet ze vanaf 1609 een jachtslot bouwen aan het meer van Eltingen. 
Sybilla van Anhalt overleed in november 1614 op 50-jarige leeftijd.

## Nakomelingen
Sybilla en haar echtgenoot Frederik I kregen vijftien kinderen:
- Johan Frederik (1582-1628), hertog van Württemberg
- George Frederik (1583-1591)
- Sybilla Elisabeth (1584-1606), huwde in 1604 met keurvorst Johan George I van Saksen
- Elisabeth (1585)
- Lodewijk Frederik (1586-1631), hertog van Württemberg-Mömpelgard
- Joachim Frederik (1587)
- Julius Frederik (1588-1635), hertog van Württemberg-Weiltingen
- Filips Frederik (1589)
- Eva Christina (1590-1657), huwde in 1610 met hertog Johan George van Brandenburg-Jägerndorf
- Frederik Achilles (1591-1631), hertog van Württemberg-Neuenstadt
- Agnes (1592-1629), huwde in 1620 met Frans Julius van Saksen-Lauenburg, zoon van hertog Frans II van Saksen-Lauenburg
- Barbara (1593-1627), huwde in 1616 met markgraaf Frederik V van Baden-Durlach
- Magnus (1594–1622), hertog van Württemberg-Neuenbürg
- August (1596)
- Anna (1597-1650)

### Voorouders
| Kwartierstaat van Sybilla van Anhalt | Kwartierstaat van Sybilla van Anhalt                                     | Kwartierstaat van Sybilla van Anhalt                                     | Kwartierstaat van Sybilla van Anhalt                                                | Kwartierstaat van Sybilla van Anhalt                                                | Kwartierstaat van Sybilla van Anhalt                               | Kwartierstaat van Sybilla van Anhalt                               | Kwartierstaat van Sybilla van Anhalt                               | Kwartierstaat van Sybilla van Anhalt                               |
| ------------------------------------ | ------------------------------------------------------------------------ | ------------------------------------------------------------------------ | ----------------------------------------------------------------------------------- | ----------------------------------------------------------------------------------- | ------------------------------------------------------------------ | ------------------------------------------------------------------ | ------------------------------------------------------------------ | ------------------------------------------------------------------ |
| Overgrootouders                      | Ernst van Anhalt (1454-1516) ∞ Margaretha van Münsterberg (1473-1530)    | Ernst van Anhalt (1454-1516) ∞ Margaretha van Münsterberg (1473-1530)    | Joachim I Nestor van Brandenburg (1484-1535) ∞ Elisabeth van Denemarken (1485-1555) | Joachim I Nestor van Brandenburg (1484-1535) ∞ Elisabeth van Denemarken (1485-1555) | ? (–) ∞ ? (–)                                                      | ? (–) ∞ ? (–)                                                      | ? (–) ∞ ? (–)                                                      | ? (–) ∞ ? (–)                                                      |
| Grootouders                          | Johan IV van Anhalt (1504–1551) ∞ Margaretha van Brandenburg (1511-1577) | Johan IV van Anhalt (1504–1551) ∞ Margaretha van Brandenburg (1511-1577) | Johan IV van Anhalt (1504–1551) ∞ Margaretha van Brandenburg (1511-1577)            | Johan IV van Anhalt (1504–1551) ∞ Margaretha van Brandenburg (1511-1577)            | Wolfgang I van Barby (–) ∞ ? (–)                                   | Wolfgang I van Barby (–) ∞ ? (–)                                   | Wolfgang I van Barby (–) ∞ ? (–)                                   | Wolfgang I van Barby (–) ∞ ? (–)                                   |
| Ouders                               | Joachim Ernst van Anhalt (1536-1586) ∞ Agnes van Barby (1540-1569)       | Joachim Ernst van Anhalt (1536-1586) ∞ Agnes van Barby (1540-1569)       | Joachim Ernst van Anhalt (1536-1586) ∞ Agnes van Barby (1540-1569)                  | Joachim Ernst van Anhalt (1536-1586) ∞ Agnes van Barby (1540-1569)                  | Joachim Ernst van Anhalt (1536-1586) ∞ Agnes van Barby (1540-1569) | Joachim Ernst van Anhalt (1536-1586) ∞ Agnes van Barby (1540-1569) | Joachim Ernst van Anhalt (1536-1586) ∞ Agnes van Barby (1540-1569) | Joachim Ernst van Anhalt (1536-1586) ∞ Agnes van Barby (1540-1569) |
| Sybilla van Anhalt (1564-1614)       |                                                                          |                                                                          |                                                                                     |                                                                                     |                                                                    |                                                                    |                                                                    |                                                                    |